# 탤컷 파슨스
탤컷 파슨스(Talcott Parsons, 1902년 ~ 1979년)는 미국의 사회학자이다. 구조기능분석론을 확립하였으며, 그것을 통한 사회 체계론을 전개하였다.

## 생애
탤컷 파슨스는 1902년 회중 교회의 성직자이자 훗날 마리에타 대학교의 총장으로 재직하는 에드워드 파슨스의 아들로 태어났다. 그는 애머스트 대학교에서 생물학을 전공하였으나, 3학년이 될 무렵 사회과학으로 전과하였으며, 이때의 생물학 전공 경험은 훗날 그의 사회학 이론 창립에 중요한 영향을 미쳤다.
애머스트 대학교를 졸업한 이후 그는 런던 정치경제대학교에서 공부하기 시작했으며, 1년 뒤 하이델베르크 대학교에 교환학생으로서 입학하였다. 그는 이곳에서 막스 베버의 저작들을 처음 섭렵했고, 그의 박사학위 논문인 "최근의 독일 문학에서 나타나는 자본주의에 대한 개념"에서 그는 카를 마르크스와 베버 양측을 모두 다루었으며, 이후 그는 베버를 적극적으로 분석하여 개신교 윤리와 자본주의 정신을 번역하여 미국에 출간하기도 했으며, 베버의 이론적 구조를 분석한 사회적 행위의 구조를 출간하기도 했다.
그는 1927년 하버드 대학교에 강사로 취임했으며, 그곳에서 그가 명예 교수로 물러나는 1973년까지 줄곧 재직하였다. 1942년에는 미국 사회학 협회의 회장으로 취임하기도 했다.

## 이론

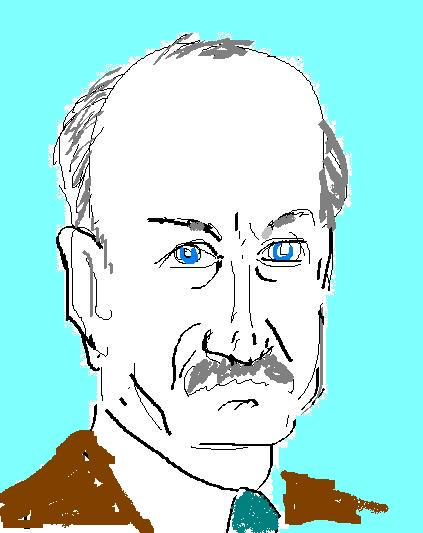

AGIL도식은 탤컷 파슨스에 의해 기능요건 도식이다.
원래는 R.F.베일스에 의해 정식화된 소집단에서의 상호작용 과정분석에서 도출된 것이나, 그 후 이론적으로 정비되어 사회시스템에서 행위시스템 전반에 일반화되었으며, 또 경험적 연구에도 적용되고 있다.
그것은 행위시스템이 직면하는 문제를 외부적-내부적인 문제와 수단-목적의 문제라고 하는 2개의 축(軸)에 의해서 4개의 체계문제로 구분한다. 즉, A기능(adaptation:適應)은 외부적·수단적인 기능요건, G기능(goal-attainment:目的達成)은 외부적·목적적인 기능요건, I기능(integration:統合)은 내부적·목적적인 기능요건, L기능(latency·pattern-maintenance:潛在性·패턴 유지)은 내부적·수단적인 기능요건이다.
이 4개의 차원에서 체계 내의 각종 행위는 시간적으로 분화하여 시간의 경과와 함께 4개의 차원 중 어느 것에서인가 우세·극대화를 나타내게 된다. 이 극대치를 곧 각 위상(位相)의 특질로 보는데, 위상은 주기적으로 차례로 변하며, 각 위상은 AGIL의 4개의 차원이고, 베일스의 실험에 의하면 A→G→I→L 의 순서로 위상운동이 이루어진다고 한다.
이같이 AGIL 도식은 사회체계의 모든 것을 기술하여 시간의 경과에 따르는 과정을 분석할 수 있다고 한다.

### 파슨스의 구조기능주의 권력이론
파슨스는 사회학적 연구의 강조점을 사람들이 사회에서 어떻게 행위하는 가에 대한 탐구에서 사회가 어떻게 사람들의 행동방식을 구조화하는가에 대한 것으로 전화시켰다. 파슨스의 이론에서 '권력'이란 사회의 일반화된 시설이거나 자원이다. 권력은 사회의 자산으로서 개인이 독점할 수 없고 목적의 달성을 위하여 사회의 자원을 동원할 수 있는 능력이다.
파슨스는 권력에 대해 불변합적 접근법을 나타낸다. 사회에 내재하는 권력의 양은 일정하며 따라서 그러한권력의 분배는 상대적일 수 밖에 없다.

## 학문
파슨스는 "분석적 사실주의"의 방법론 및 인식론적 원리와 "자발적 행동"의 존재론적 가정에 기초해 "행동 이론"이라고 부르는 사회 분석을 위한 일반적인 이론 시스템을 만들었다. 파슨스의 분석적 사실주의 개념은 현실과 인간 지식의 본질에 대한 명목주의자와 현실주의자의 견해 사이의 일종의 타협으로 간주될 수 있다. 파슨스는 객관적인 현실은 그러한 현실의 특정 조우에만 관련될 수 있으며, 개념 체계와 이론을 통해 일반적인 지적 이해가 가능하다고 믿었다. 지적 수준에서 객관적인 현실과의 상호작용은 항상 접근법으로 이해되어야 한다. 파슨스는 종종 헨더슨의 진술을 인용함으로써 분석적 사실주의의 의미를 설명했다: "사실은 개념 체계에 대한 경험에 대한 진술이다."

일반적으로, 파슨스는 분석적 사실성에 관한 그의 영감은 로런스 조지프 헨더슨과 알프레드 노스 화이트헤드였다고 주장했다. 파슨스의 "분석적 사실주의"는 그의 "분석적 사실주의"라는 개념이 한스 바이히거 (한스 바이힌거)의 "소설주의"와 매우 다르다는 것을 반복적으로 강조했기 때문에 객관적인 현실에 대한 언급을 주장하는 것이 중요하다.
우리는 과학적 의미와 같은 어떤 의미에서도 타당하다고 주장하는 모든 지식은 알려진 물체의 실체와 아는 사람의 실체를 모두 가정한다는 주장으로부터 시작해야 한다. 나는 우리가 그것을 넘어서서 서로 의사소통을 할 수 있는 지식인 집단이 있어야 한다고 말할 수 있다고 생각한다. 그러한 전제 없이는 유아론의 함정을 피하기 어려워 보일 것이다. 그러나 소위 말하는 자연과학은 그들이 다루는 물체에 "지식하는 과목의 상태"를 돌리지 않는다.

### 사회적 행동의 구조
파슨스의 가장 유명한 작품인 《사회적 행동의 구조》(영어: The Structure of Social Action)는 조금씩 조금씩 만들어졌다. 그 중심 인물은 베버였고, 논의의 다른 핵심 인물들은 중심 사상이 형성되면서 조금씩 더해졌다. 1932년 파슨스의 중심 논거를 도운 중요한 작품 중 하나는 엘리 알레비의 《영국 철학적 급진주의의 형성》(프랑스어: La formation du Radicalisme Philosophique, 1901-1904)이었다. 그는 이 세 권짜리 책을 프랑스어로 읽었다. 파슨스는 "알레비는 그저 다른 세상이었으며··· 주류 영국 공리주의에 특유한 가정들, '이해관계의 자연적 일치'에 대한 가정들, 그리고 그 밖의 것들에 대한 많은 해명을 할 수 있게 도와줬다. 나는 여전히 그것이 지성사의 진정한 걸작 중 하나라고 생각한다."라고 설명했다.
파슨스는 1937년 뒤르켐, 베버, 파레토 등의 아이디어를 종합한 최초의 대작인 《사회적 행동의 구조》를 출판하면서 처음으로 상당한 인정을 받았다. 1998년 국제사회학회는 이 책을 20세기 사회학 서적 중 세 번째로 중요한 것으로 선정했다.

### 행위 이론
파슨스의 행위이론은 실증주의의 과학적 엄격함을 유지하려는 시도로 해석할 수 있을 뿐 아니라 해석학적 유형의 사회학 이론에 통합된 인간 행동의 "주관적 차원"의 필요성을 인정한다. 인간의 행동이 인간 행동의 동기요소와 함께 이해되어야 한다는 것은 파슨스의 일반적인 이론 및 방법론 관점에 있어서 핵심적이다. 사회과학은 인간의 행동을 분석함에 있어서 목적, 목적 및 이상에 관한 문제를 반드시 고려해야 한다. 행동주의 이론과 순전한 물질주의 접근에 대한 파슨스의 강한 반응은 분석 요소로서 목적, 의도, 이상을 제거하려는 이론적 위치의 시도에서 비롯된다. 파슨스는 애머스트에서 쓴 학기 중 이미 인간의 생명을 심리적, 생물학적, 물질주의적 힘으로 줄이려는 시도를 비판하고 있었다. 파슨스는 인간의 삶에 필수적인 것은 문화의 요소가 성문화되는 방식이었다고 주장했다. 그러나 문화는 파슨스에게 사회 시스템의 다른 요소에서 "공제"될 수 없다는 점에서 독립 변수였다. 그 방법론적 의도는 사회 과학의 방법론적 기초에 대한 파슨스의 첫 번째 기본적 논의였던 사회적 행동의 구조에서 가장 정교하게 제시되었다.
사회적 행동의 구조에 있는 주제들 중 일부는 2년 전 "사회학 이론에서 궁극적인 가치의 장소"라는 흥미로운 에세이에서 제시되었다.
파슨스와 알프레드 슈츠 사이의 강렬한 서신과 대화는 사회적 행동의 구조에서 중심 개념의 의미를 강조하는 역할을 한다.

### 사이버네틱스 및 시스템 이론과의 관계
파슨스는 시스템 이론과 사이버네틱스가 사회와 행동 과학의 최전선에 있었던 시기에 그의 아이디어를 발전시켰다.
다른 시스템이 있는 환경에 "개방형"이었다. 사회 및 행동 과학에서 가장 큰 체계는 인간의 상호 관련 행동인 "행동 시스템"으로, 물리적 유기 환경에 내장되어 있다.
파슨스가 자신의 이론을 개발하면서, 이 이론은 점점 사이버네틱스 및 시스템 이론 분야와 결합되어 왔으며, 에머슨의 항상성 개념과 에른스트 마이어의 "텔레노믹 프로세스" 개념에도 적용되었다. 파슨스는 메타이론적인 차원에서 심리학적 현상과 이상주의 그리고 파슨스가 공리주의-긍정주의 콤플렉스라고 부르는 순수 유형의 균형을 맞추려고 시도했다.
이 이론은 사회 진화에 대한 일반적인 이론과 세계사의 주요 추진력에 대한 구체적인 해석을 포함하고 있다. 파슨스의 역사와 진화 이론에서, 작용-체계적 수준의 사이버네틱 계층의 구성-인지적 상징화는 원칙적으로, DNA의 생물학적 진화에 대한 제어에 있는 유전 정보와 동일한 기능을 가지고 있지만, 그 메타시스템적 제어 인자는 결과를 "결정"하지 않지만 방향적 경계를 정의한다. 실제 경로 검색기의 다이어리, 바로 액션 그 자체이다. 파슨스는 사회의 체질 수준을 노암 촘스키의 "깊은 구조" 개념과 비교한다.
파슨스는 "깊은 구조들은 일관성 있는 의미를 전달할 수 있는 문장을 그렇게 명확하게 표현하지 않는다. 표면 구조는 이러한 현상이 발생하는 레벨을 구성한다. 이들 간의 연결 고리는 촘스키 자신의 단계를 사용하기 위한 변환 규칙 집합이다"라고 썼다. 변형 과정과 실체는 일반적으로 최소한 신화와 종교에 의해 수행되거나 실현되는 경험적 분석에 있지만, 철학, 예술 시스템, 심지어 기호적 소비자 행동도 원칙적으로 그 기능을 수행할 수 있다.

### 사회과학의 통일 개념
파슨스의 이론은 사회과학의 통일된 개념과 실제 생활 시스템의 비전을 반영한다. 그의 접근법은 니클라스 루흐만의 사회 시스템 이론과 본질적으로 다르다. 파슨스는 시스템이 개별 행위자들의 실제 행동 체계에 미치지 못하는, 자동적인 것이 될 수 있다는 생각을 거부하기 때문이다. 시스템은 내재된 용량을 가지지만, 최종 분석에서 개별 액터들의 과거 노력인 제도화된 조치 시스템의 프로세스의 결과일 뿐이다. 루만이 체계의 본질에 초점을 맞춘 반면, 파슨스는 자기촉매적, 항상성적 과정과 배우에 대한 질문은 반면에 궁극적인 "퍼스트 무버"로서 상호 배타적이지 않다고 주장했다. 항상성 프로세스는 항상성 프로세스가 발생할 때 필요할 수 있지만 조치가 필요하다.
파슨스의 격언(역사의 고차적 사이버네틱 시스템이 하위 단계의 사이버네틱 계층에 조직된 사회적 형태를 제어하는 경향이 있음)을 궁극적으로 참조하는 관점이 이해되어야 한다. 파슨스에게 있어 일반적인 행동 수준에 관한 한, 사이버 자기 계층의 최고 수준은 파슨스가 문화 시스템의 구성 부분이라고 부르는 것이다. 그러나 시스템의 상호작용 프로세스 내에서, 특히 문화-표현주의 축(AGIL의 L-G 라인)에 주목해야 한다. 구성적 용어에서 파슨스는 일반적으로 매우 고도로 성문화된 문화적 가치 특히 종교적 요소를 언급했다.
문화 시스템은 사회 시스템의 규범적이고 지향적인 패턴으로부터 독립된 지위를 가지고 있다; 어느 시스템도 다른 시스템으로 축소될 수 없다.
예를 들어, 완전한 역사적 실체로서의 사회 시스템의 "문화 자본"에 대한 질문은 그 시스템의 더 높은 문화적 가치와 동일하지 않다; 즉, 문화 시스템은 어떤 특정 사회 시스템으로 축소될 수 없거나 하나의 사회 시스템으로 볼 수 없는 전이 논리로 구현되어 있다. 사회 시스템의 "실체" (또는 경제의 "실체"로부터) 물질주의(또는 행동주의) 공제[195] 그러한 맥락에서, 문화는 (서양 문명과 같은) 실제 사회 문화 단위의 요소로서뿐만 아니라, 어떻게 독창적인 문화적 기반이 상호간섭을 통해 "범용화"되고 고전 그리스와 고대 이스라엘처럼 많은 수의 사회 체계로 확산되는 경향이 있을 것이다. 원래의 사회 기반은 죽었지만 문화 시스템은 독립적으로 "일하는" 문화적 패턴으로 살아남았다. 그리스 철학이나 기독교의 경우처럼, 이스라엘에서 유래된 변형된 것이다.

### 파슨스와 하버마스
파슨스와 위르겐 하버마스의 차이점은 본질적으로 하버마스가 파슨스의 이론을 자신의 기본 명제를 정립하는 데 있다. 하버마스는 사회 시스템의 "외부"와 "내부" 차원 사이의 파슨스의 분리를 취하고 이를 "시스템"(외부 차원(A-G))과 "생명 세계"(내부 차원(I-L))로 분류한다. 파슨스의 관점에서 이 모델의 문제는) 사회 시스템 내의 갈등이 단순히 시스템-라이프 세계의 이분법이 아닌 모든 관계적 관점에서 나타날 수 있다는 것이다, 그리고 b) 시스템-라이프 세계 모델을 일종의 "해방"-서사적, 하버마스는 충돌의 가능성에 대한 유토피아적 개념을 생산한다.사회 시스템 내의 ict는 시스템 갈등의 본질에 대한 잘못된 개념을 생성하는 일종의 "최종 해결책"을 가지고 있다.

## 저서
- 사회적 행위의 구조